# Ozarba hemichrysea
Ozarba hemichrysea là một loài bướm đêm trong họ Noctuidae.